# نیکولاس کالپپر
نیکلاس کالپپر (زاده ۱۸ اکتبر ۱۶۱۶ – درگذشته ۱۰ ژانویه ۱۶۵۴) گیاه‌شناس، گیاه‌پزشک، پزشک و ستاره‌شناس انگلیسی بود. کتاب پزشک انگلیسی (۱۶۵۲، بعدها گیاه‌درمانی کامل، ۱۶۵۳) او منبعی از علوم دارویی و گیاهی آن زمان است، و داوری نجومی بیماری‌ها از قامت بیماران (۱۶۵۵) یکی از مفصل‌ترین آثار دربارهٔ طالع بینی پزشکی در اروپای مدرن اولیه است. کالپپر صدها گیاه دارویی غیراهلی را فهرست بندی کرد. او معاصران را به خاطر برخی از روش‌هایی که استفاده می‌کردند سرزنش می‌کرد: «این کار برای من خوشایند نبود و سود کمتری داشت، با دو برادرم مشورت کردم. دکتر استدلال و دکتر تجربه، و یک سفر دریایی برای ملاقات مادرم طبیعت، به توصیه او، همراه با کمک دکتر پشتکار، بالاخره به خواسته‌ام رسیدم. و به هشدار دکتر. راستگویی، که در روزگار ماغریب است، آن را به دنیا منتشر کرده‌ام.»
کالپپر از یک سلسله افراد نجیب‌زاده، از جمله توماس کالپپر، درباری، که به عنوان عاشق کاترین هاوارد (همچنین یکی از بستگان دور)، پنجمین همسر هنری هشتم مشهور بود، برخاسته بود.

## زندگی‌نامه
کولپپر پسر نیکلاس کولپپر (ارشد) روحانی بود. اندکی پس از تولد پدرش درگذشت و او را به ایسفیلد، خانه پدربزرگ مادری‌اش، کشیش ویلیام آترسول بردند، جایی که توسط مادرش بزرگ شد. آترسول بر باورهای سیاسی و مذهبی پسر جوان تأثیر گذاشت و لاتین و یونانی را به او آموخت. کولپپر در کودکی به ستاره‌شناسی، طالع بینی، زمان، مجموعه ساعت‌های پدربزرگش و متون پزشکی در کتابخانه آترسول علاقه‌مند شد. در همین حال مادربزرگش او را با دنیای گیاهان دارویی و داروهای گیاهی آشنا کرد. او در تمام عمرش به گذراندن زمان در حومه شهر مشغول فهرست نویسی گیاهان بود.
از سن ۱۶ سالگی در کمبریج تحصیل کرد، اما معلوم نیست در کدام کالج بود، اگرچه پدرش در کوئینز تحصیل کرد و پدربزرگش از اعضای کالج عیسی بود. سپس در یک داروخانه شاگرد شد. پس از هفت سال، ارباب او با پولی که برای قرارداد پرداخت شده بود، فرار کرد و اندکی بعد، مادر کالپپر بر اثر سرطان پستان درگذشت.
در سال ۱۶۴۰، کالپپر با آلیس فیلد، وارث ۱۵ ساله یک تاجر غلات ثروتمند ازدواج کرد که به او اجازه داد داروخانه ای را در نیمه راه در اسپیتالفیلدز لندن، خارج از اختیارات شهر لندن، در زمانی که امکانات پزشکی در لندن در نقطه ورشکستگی بود، راه اندازی کند. کالپپر با این استدلال که "هیچ مردی سزاوار گرسنگی نیست تا به یک پزشک توهین آمیز و گستاخ پرداخت کند" و منابع گیاهی خود را از حومه اطراف تهیه می‌کرد، کالپپر می‌توانست خدمات خود را رایگان ارائه دهد. این و تمایل به معاینه حضوری بیماران به جای معاینه ساده ادرار آنها (به نظر او، "ادرار خیلی زیاد حتی به اندازه رودخانه تیمز به تشخیص کمکی نمی‌کند")، کالپپر بسیار فعال بود، گاهی اوقات تا ۴۰ بیمار را در یک صبح می‌دید. او با استفاده از ترکیبی از تجربه و طالع بینی، خود را وقف استفاده از گیاهان دارویی برای درمان بیمارانش کرد.
در ماه‌های اولیه جنگ داخلی انگلیس، کالپپر به جادوگری متهم شد و انجمن داروسازان تلاش کرد تا کار او را مهار کند. او که از خود بیگانه و رادیکال شده بود، در آگوست ۱۶۴۳به گروه‌های آموزش دیده لندن به فرماندهی فیلیپ اسکیپون پیوست و در اولین نبرد نیوبوری جنگید، جایی که عمل جراحی در میدان نبرد انجام داد. او پس از آسیب جدی به قفسه سینه بر اثر اصابت گلوله به لندن بازگردانده شد و هرگز به‌طور کامل بهبود نیافت. در آنجا او با ویلیام لیلی، ستاره‌شناس جمهوری‌خواه در کتاب «پیش‌گویی از پادشاه سفید» که مرگ پادشاه را پیش‌بینی می‌کرد، همکاری کرد. او در ۱۰ ژانویه ۱۶۵۴بر اثر بیماری سل در لندن در سن ۳۷ سالگی درگذشت و در نیو چرچ یارد، بیتلم به خاک سپرده شد. تنها یکی از هفت فرزند او به نام مریم به بزرگسالی رسید. از او همسرش آلیس به جای ماند که در سال ۱۶۵۶ با اخترشناس جان هیدون ازدواج کرد. تاریخ مرگ او نامشخص است: برخی منابع می‌گویند ۱۶۵۹، اما برخی دیگر از او مجوز مامایی در سال ۱۶۶۵ دریافت کرده‌اند.

## عقاید سیاسی
کالپپر تحت تأثیر واعظ رادیکال جان گودوین در طول دوره شاگردی خود، که می‌گفت هیچ مقامی مقدس نیست، یک جمهوری‌خواه رادیکال شد و با «انحصار» پزشکی که توسط سانسورگران دانشکده پزشکان اعمال می‌شد مخالفت کرد. کالپپر در جوانی، متون پزشکی و گیاهی را برای استادش ترجمه می‌کرد، مانند فارمکوپه لندن از لاتین. در طول آشفتگی سیاسی جنگ داخلی انگلیس، کالج پزشکان قادر به اجرای ممنوعیت انتشار متون پزشکی نبود و کالپپر عمداً ترجیح داد ترجمه‌های خود را به زبان انگلیسی به عنوان راهنمای پزشکی خودیاری برای استفاده فقرا منتشر کند. که توانایی پرداخت مشاوره با پزشکان را نداشتند. او آنها را با کتابچه راهنمای زایمان و کار اصلی خود، پزشک انگلیسی، دنبال کرد که عمداً ارزان فروخته شد. این کتاب همچنین در آمریکای مستعمره در دسترس قرار گرفت و از قرن هفدهم به‌طور مداوم چاپ می‌شود.
کالپپر دارو را یک دارایی عمومی می‌دید، نه یک راز تجاری، و قیمت‌هایی را که پزشکان در نظر می‌گرفتند در مقایسه با ارزان‌ترین و در دسترس بودن داروهای طبیعی بسیار بالا بود. او احساس می‌کرد که استفاده از زبان لاتین و هزینه‌های بالای پزشکان، وکلا و کشیشان برای سلب قدرت و آزادی مردم کار می‌کند.
سه نوع از مردم عمدتاً مردم را بیمار می‌کنند - کشیش‌ها، پزشکان و وکلا - بیماری کشیش‌ها مربوط به روح آنها است، بیماری پزشکان مربوط به جسم آنها و بیماری وکلا مربوط به اموال آنها است.
کالپپر در زمان خود یک شخص رادیکال بود و با محکوم کردن طمع، عدم تمایل آنها به دور شدن از جالینوس و استفاده از اقدامات مضر مانند داروهای سمی و خون ریزی، پزشکان همکار خود را عصبانی می‌کرد. انجمن داروسازان به‌طور مشابه از روشی که او داروهای گیاهی ارزان قیمت را پیشنهاد کرد، بر خلاف ترکیبات گران‌قیمت آنها، خشمگین می‌شد.

## فلسفه گیاه درمانی
کولپپر سعی کرد با آموزش دادن به افراد غیرمتخصص در مورد حفظ سلامتی، درمان‌های پزشکی را در دسترس‌تر کند. در نهایت جاه طلبی او اصلاح نظام پزشکی با زیر سؤال بردن روش‌ها و دانش سنتی و کاوش در راه حل‌های جدید برای بیماری‌ها بود. سیستماتیک کردن استفاده از گیاهان دارویی توسط کالپپر یک پیشرفت کلیدی در تکامل داروسازی مدرن بود که بیشتر آنها در اصل منشأ گیاهی داشتند.
تأکید کالپپر بر عقل به جای سنت در مقدمه کتاب کامل گیاهی او منعکس شده‌است. او یکی از شناخته‌شده‌ترین گیاه‌شناسان طالع‌شناس زمان خود بود،  که گیاهان و بیماری‌ها را با تأثیرات سیاره‌ای جفت می‌کرد و با بیماری‌ها با نوستروم‌هایی که با تأثیر سیاره‌ای مخالف جفت می‌شد مقابله می‌کرد. او با ترکیب مراقبت‌های درمانی با فلسفه شوخ‌طبعی جالینوسی و طالع بینی مشکوک، یک سیستم پزشکی کارآمد عجیب را ایجاد کرد. کولپپر همراه با تفسیرهای قوی «مجردها» او در زمان خود منبعی پرخواننده برای درمان پزشکی بود.

## میراث
ترجمه‌ها و رویکرد کالپپر در استفاده از گیاهان دارویی تأثیر گسترده‌ای بر پزشکی در مستعمرات اولیه آمریکای شمالی و حتی داروهای مدرن داشته‌است. کالپپر یکی از اولین کسانی بود که از اسناد لاتین دربارهٔ گیاهان دارویی موجود در قاره آمریکا ترجمه کرد. هربال او چنان مورد احترام بود که گونه‌هایی که او توصیف کرد از انگلستان به دنیای جدید معرفی شدند. کالپپر استفاده پزشکی از دستکش روباه، پیش ساز گیاهی دیژیتال را که برای درمان بیماری‌های قلبی استفاده می‌شود، توصیف کرد. تأثیر او با وجود زنجیره‌ای از فروشگاه‌های گیاهی و ادویه‌ای «Culpeper» در کانادا، آمریکای شمالی و فراتر از آن، و با محبوبیت مداوم داروهای او در میان پزشکان New Age و پزشکان کل‌نگر جایگزین نشان داده می‌شود.
نیکلاس به عنوان قهرمان عنوان در داستان «دکتر پزشکی» رودیارد کیپلینگ، که بخشی از مجموعه گلچین پاک آو یوکز هیل است، حضور دارد.

## گزیده‌ای از پزشک انگلیسی

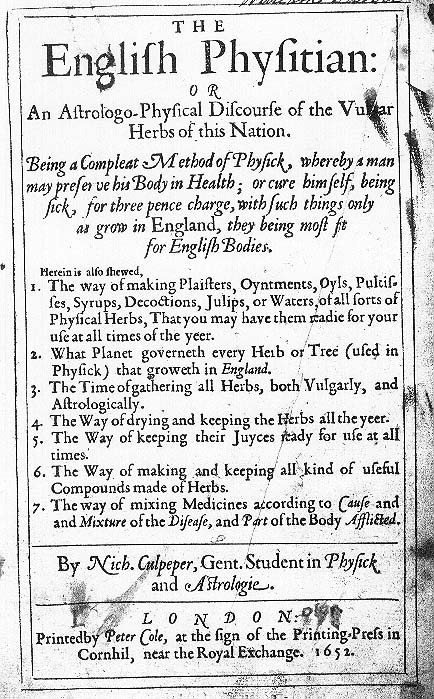
صفحه عنوان The English Physitian

چند نمونه از گیاهان، کاربردها و آماده‌سازی‌های ادعا شده آنها، همان‌طور که در The English Physitian آمده است.
- شقایق به عنوان آبمیوه ای که از خارج برای تمیز کردن زخم‌ها، عفونت‌ها و درمان جذام استفاده می‌شود. یا برای پاک کردن سوراخ‌های بینی استنشاق شود
- کاه رختخوابی که در روغن جوشانده شده و از بیرون به عنوان محرک استفاده می‌شود، یا به عنوان ماده تقویت کننده جنسی مصرف می‌شود. همچنین به صورت خام از خارج برای تحریک لخته شدن استفاده می‌شود
- بیدمشک، خرد شده و مخلوط با نمک، به عنوان درمانی برای نیش سگ. به صورت خوراکی برای نفخ شکم، به عنوان مسکن برای دندان درد و تقویت کمر مصرف می‌شود
- علف پنبه، پخته شده در لیمو برای درمان شپش سر یا هجوم پارچه یا لباس؛ برای سردرد و سرفه استنشاق می‌شود
- دیتانی به عنوان سقط جنین برای القای زایمان. به عنوان درمانی برای سلاح‌های مسموم، و برای بیرون آوردن ترکش‌ها و استخوان‌های شکسته. گفته می‌شود که این بو «جانوران سمی» را دور می‌کند. (یکی از گونه‌های دیتانی، Dictamnus albus، اکنون به داشتن آلکالوئیدها، تری ترپنوئیدهای لیمونوئیدی، فلاونوئیدها، سسکوئیترپنوئیدها، کومارین‌ها و فنیل پروپان شناخته شده‌است[۱۱]).
- فلیبان، برای نیش «جانوران سمی» و دود آن برای کشتن پشه‌ها و کک‌ها. اما برای زنان باردار خطرناک است
- Hellebore در صورت آسیاب و استنشاق باعث عطسه می‌شود. برای کشتن جوندگان اگر با غذا مخلوط شود. (در حال حاضر هلبور حاوی آلکالوئیدهای سمی است:[۱۲] گلیکوزیدهای قلبی در ریشه و رانکولین و پروتوآنمونین، به ویژه در برگ‌ها و شیره.[۱۳][۱۴])
- ماگورت، برای القای زایمان، کمک به زایمان و پس از زایمان، و کاهش درد زایمان
- پنی رویال، برای تقویت پشت زنان، کمک به سرگیجه و کمک به دفع گاز. (موضوع فعال pennyroyal اکنون به عنوان pulegone شناخته شده‌است)
- مرزه، برای کمک به دفع گاز، و به همین دلیل با نخود و لوبیا مخلوط می‌شود
- چوب بتونی، برای " بیماری " و سردرد، ضد بی اشتهایی، "کمک به آروغ ترش"، گرفتگی عضلات، تشنج، کبودی، پس از زایمان، نقرس و کشتن کرم‌ها

## فهرست جزئی از آثار
- فهرست فیزیکی، یا ترجمه فهرست راهنمای لندن (۱۶۴۹) - ترجمه فارماکوپه لندنزیس کالج سلطنتی پزشکان.
- فهرست راهنمای ماماها (۱۶۵۱)
- Semeiotics Uranica، یا (An Astrological Jugment of Diseases) (۱۶۵۱)
- فاجعه مگناتوم یا (سقوط سلطنت) (۱۶۵۲)
- پزشک انگلیسی (۱۶۵۲) که بعداً تحت عنوان گیاه کامل[۱] نام گرفت.
- داوری نجومی در مورد بیماری‌های ناشی از دکمبیچر بیماران (۱۶۵۵)
- رساله ای در مورد طلای قابل شرب (۱۶۵۶): این قطعاً توسط نیکلاس کالپپر نیست و فاقد سبک نگارش او است. این یک اثر گیج کننده و تکراری از جان هیدون است.